# Isla de los Ángeles
La Isla de los Ángeles (en inglés Angel Island) es la isla más grande de la bahía de San Francisco, en California (Estados Unidos). Fue la primera tierra visitada por el oficial naval español Juan de Ayala y su tripulación en la expedición que realizaron a la bahía en 1775. Ayala le puso el nombre de "Isla de los Ángeles", que en inglés se convirtió primero en "Los Angeles Island" y posteriormente en "Angel Island", que es como se la conoce hoy.

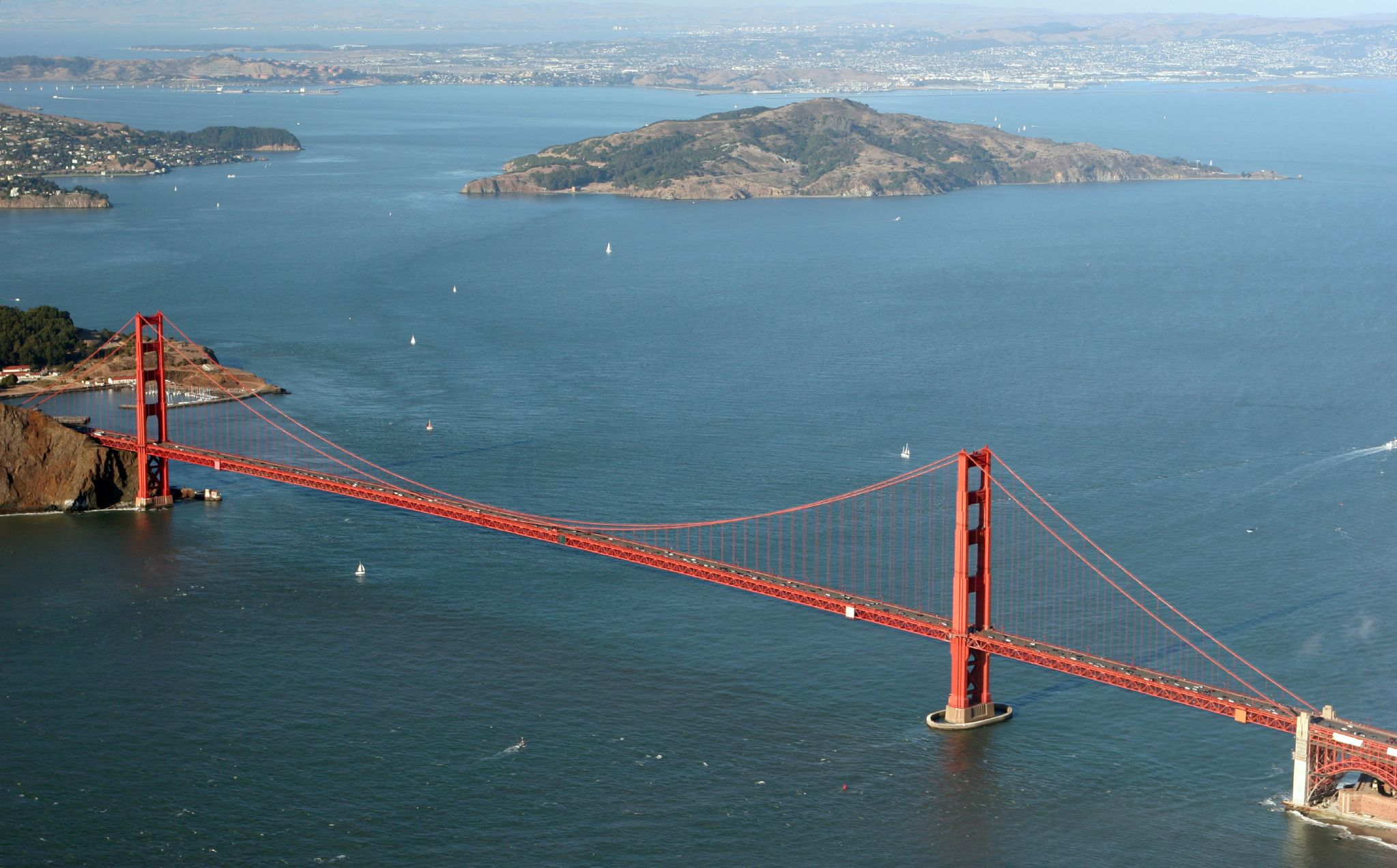
Vista aérea de la isla, en segundo plano detrás del puente Golden Gate.

En el siglo XIX, tras la incorporación de California a Estados Unidos, fue convertida en puesto de defensa militar. Más tarde, entre 1910 y 1940, fue utilizada como estación de inmigración para las personas provenientes del océano Pacífico, principalmente de China. Por ello la isla ha sido llamada también "la Isla Ellis del Oeste".
En los años 1950-1960 fue base de misiles Nike.
La isla está situada al noreste de la isla de Alcatraz.